# Contre-rail
Cet article court présente un sujet plus développé dans : Appareil de voie et Aiguillage.

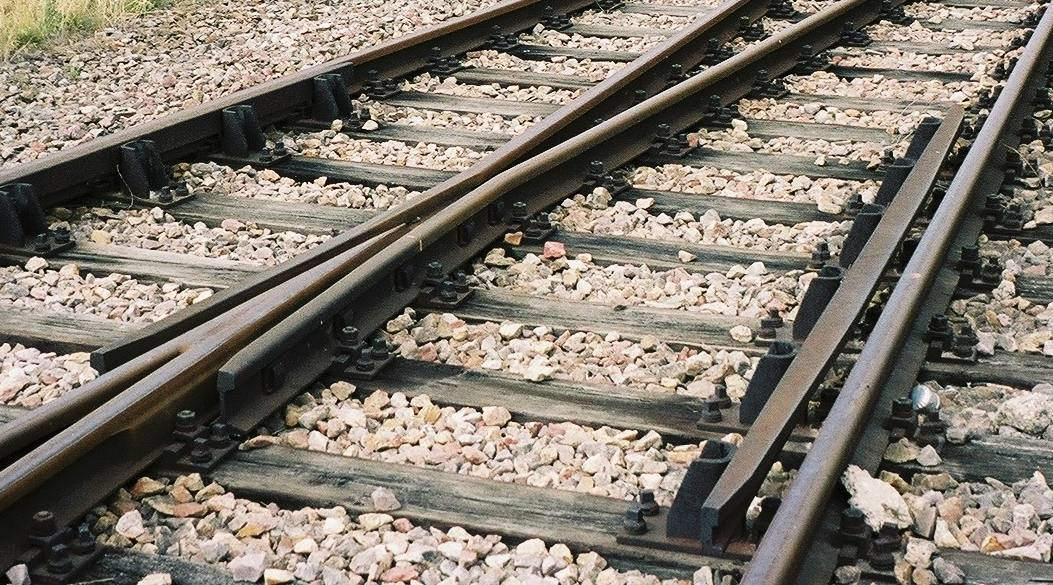
Exemple de contre-rail.

Un contre-rail est placé dans la partie croisement d'un appareil de voie, qui comprend le cœur de croisement et les contre-rails. Ils permettent de guider les essieux d'un train et de protéger la pointe du cœur et afin d'éviter de faire un bi voie qui provoquerait un déraillement. Il assure le guidage de l’essieu au franchissement de la lacune du cœur de croisement.